# Муниципальный социализм
Муниципальный социализм — одно из направлений реформистского социализма, рассматривающее передачу в собственность или в распоряжение органов местного самоуправления (муниципалитетов) городского транспорта, электростанций, газоснабжения, школ, больниц и т. д. в качестве пути к постепенному мирному «врастанию» социалистических отношений в капитализм.
Концепции муниципального социализма в 1880—1890-е годы выдвигали представители реформистского направления в различных странах Западной Европы. Во Франции это были поссибилисты, в Великобритании — фабианцы и руководители Независимой рабочей партии, в Германии — бернштейнианцы, в царской России «экономисты». Разновидностью муниципального социализма являлась программа муниципализации земли, выдвигавшаяся меньшевиками.
Большевики, и впоследствии марксисты СССР критиковали идеологию муниципального социализма, рассматривая её как манипуляцию, направленную на то, чтобы отвлечь рабочих от коренных проблем классовой борьбы. Развивая эту мысль, В. И. Ленин писал:

Буржуазная интеллигенция на Западе, подобно английским фабианцам, возводит муниципальный социализм в особое «направление» именно потому, что она мечтает о социальном мире, о примирении классов и желает перенести общественное внимание с коренных вопросов всего экономического строя и всего государственного устройства на мелкие вопросы местного самоуправления. … Именно здесь поэтому мещанская, реакционная утопия частичного осуществления социализма особенно безнадежна. Внимание переносится на область мелких местных вопросов, не вопроса о господстве буржуазии, как класса, не вопроса об основных орудиях этого господства, — а вопроса о расходовании крох, бросаемых богатой буржуазией на «нужды населения».— Ленин В. И. Муниципализация земли и муниципальный социализм
(в кн. «Аграрная программа социал-демократии в первой русской революции 1905–1907 годов»)
После Второй мировой войны коммунистические партии Италии, Франции и ряда других стран Западной Европы, придавая большое значение участию коммунистов и всех трудящихся в деятельности муниципалитетов, тем не менее, отвергали концепцию муниципального социализма как оппортунистическую.